# 殖産銀行
株式会社殖産銀行（しょくさんぎんこう、英称：The Shokusan Bank, Ltd. ）は2007年5月まで存在し、山形県山形市に本店を置いていた第二地方銀行。

## 概要
山形しあわせ銀行を吸収合併したことにより、きらやか銀行に改称した。きらやかフィナンシャルグループの中核銀行のひとつであった。

## 沿革
- 1914年（大正3年）
  - 1月3日 - 山形殖産株式会社として設立。
  - 2月1日 - 営業を開始。
- 1915年（大正4年） - 殖産会社より無尽会社に転換、山形殖産無尽株式会社に商号変更。
- 1951年（昭和26年） - 相互銀行に転換、株式会社殖産相互銀行に商号変更。
- 1960年（昭和35年）6月1日 - 鶴岡支店を新築移転し営業開始[1]。
- 1962年（昭和37年）10月22日 - 宮内支店を新築移転し営業開始[2]。
- 1963年（昭和38年）1月16日 - 仙台支店開店[3]。
- 1965年（昭和40年）10月11日 - 新潟支店開店[4]。
- 1968年（昭和43年）
  - 8月19日 - 本店が新築移転し営業開始[5]。
  - 11月11日 - 秋田支店開店[6]、秋田県に進出。
- 1988年（昭和63年）2月 - 秋田支店廃止、秋田県から撤退する。
- 1989年（平成元年）2月1日 - 普通銀行に転換、株式会社殖産銀行に商号変更
- 1994年（平成6年） - 德陽シティ銀行、北日本銀行と合併で平成銀行を発表も破談。
- 1998年（平成10年） - 勘定系システムをACROSS21へリプレース。
- 2000年（平成12年）4月 - 荘内銀行とのミライオン銀行合併構想を白紙還元。
- 2005年（平成17年） - きらやかホールディングスの完全子会社化。
- 2007年（平成19年）5月7日 - 山形しあわせ銀行を吸収合併し、きらやか銀行に改称。これに伴い、本店を山形市桜町から同市旅篭町に移転し、併せて旧殖産銀行本店営業部は「桜町支店」と改称。

## 歴代頭取
| 代 | 氏名       | 期間                  | 備考                                                  |
| -- | ---------- | --------------------- | ----------------------------------------------------- |
| 1  | 新関善八   | 1914年1月 - 1915年3月 | 第四代山形市長                                        |
| 2  | 福島治郎   | 1915年4月 - 1918年1月 |                                                       |
| 3  | 伊藤清兵衛 | 1918年1月 - 1929年1月 |                                                       |
| 4  | 叶内長兵衛 | 1929年1月 - 1961年2月 |                                                       |
| 5  | 長谷川吉内 | 1961年2月 - 1987年6月 | 1914年生 1993年没 山形商高卒 1947年、丸谷商店社長就任 |
| 6  | 叶内紀雄   | 1987年6月 - 2000年4月 |                                                       |
| 7  | 長谷川憲治 | 2000年4月 - 2007年5月 |                                                       |

## 営業政策

### 店舗展開
ブランチインブランチ
きらやかHD傘下の山形しあわせ銀行では、合併を前にブランチインブランチを行ってきたが、2006年1月30日に、殖産銀行も「新庄西出張所・新庄支店」（新庄市）、「酒田千石町出張所・酒田支店」（酒田市）、「新発田北出張所・新発田支店」（新潟県新発田市）の3店をブランチインブランチした。
ただし、これらとは別途、口座店としてのみ存在する無人出張所があった。これらは上記ブランチインブランチの店舗とは異なり連絡先指定店での自店扱いの窓口取引は行わなかった。
- 鈴川出張所（合併後は鈴川南出張所）→連絡先指定店は北営業部（山形市）…合併後に、旧しあわせ店の鈴川支店が窓口取扱店を行うことになった
- 上山南出張所→連絡先指定店は上山支店（上山市）
- 寒河江南出張所→連絡先指定店は寒河江支店（寒河江市）
- 米沢西出張所（合併後は西大通出張所）→連絡先指定店は米沢支店（米沢市）…合併後に、旧しあわせ店の米沢西支店が窓口取扱店を行うことになった
- 鶴岡西出張所→連絡先指定店は鶴岡支店（合併後は鶴岡中央支店）（鶴岡市）…2008年1月21日に旧しあわせ店である美原町支店（支店時代の所在地の近隣店舗）に統合を予定していたが、延期され、同日付で美原町支店とのブランチインブランチに変更されることになる。窓口業務も美原町支店で行う形で再開される。

インストアブランチ
天童東支店が、ヨークベニマルららパーク天童店内にインストアブランチとして設置され、毎日18:00まで営業を行っていた。きらやか銀行移行後に、天童支店内にブランチインブランチとなったため、同地での営業は終了している。
ドライブスルーATM
殖産銀行では、ドライブスルーATMを設置している店舗が見られるのが特徴である。
設置箇所は、次のとおり。
- 山形桧町支店（山形市）
- 夢プラザ しょくぎんローンステーション山形（山形市）（合併後は、山形南コンサルティングステーション）(ATM管轄店…中央営業部)
- 上山南出張所（上山市）…現在同出張所は、口座店のみの無人出張所のため、ATMのみ(ATM管轄店…上山支店)
- 天童支店交り江出張所（有人出張所・天童市）
- 米沢支店（米沢市）

### 自動機サービス
山形県内の山形銀行、山形しあわせ銀行とATM相互無料提携した「ふるさと山形ネットサービス」や、南東北地方の第二地銀である山形しあわせ銀行・仙台銀行・福島銀行・大東銀行とATM相互無料提携した「東北おむすび隊」を実施していた。